# 袁家健
袁家健（1971年3月3日—），男，安徽肥东人，中华人民共和国政治人物。天津师范大学在职法学硕士。现任安阳市委书记。

## 生平
1994年毕业于南开大学哲学系逻辑学专业。1994年6月加入中国共产党。1994年7月进入天津市河西区政府办公室工作。
2003年8月，任共青团天津市河西区委书记。2004年6月，任天津市河西区委组织部副部长。2010年11月，任天津市人力资源和社会保障局副局长。
2016年12月，任天津市红桥区委副书记。2017年11月，任红桥区代区长（同年12月转正）。
2019年12月，任中共安阳市委副书记，代市长（2020年5月转正）。
2021年7月，任安阳市委书记。